# Cathedral Gardens

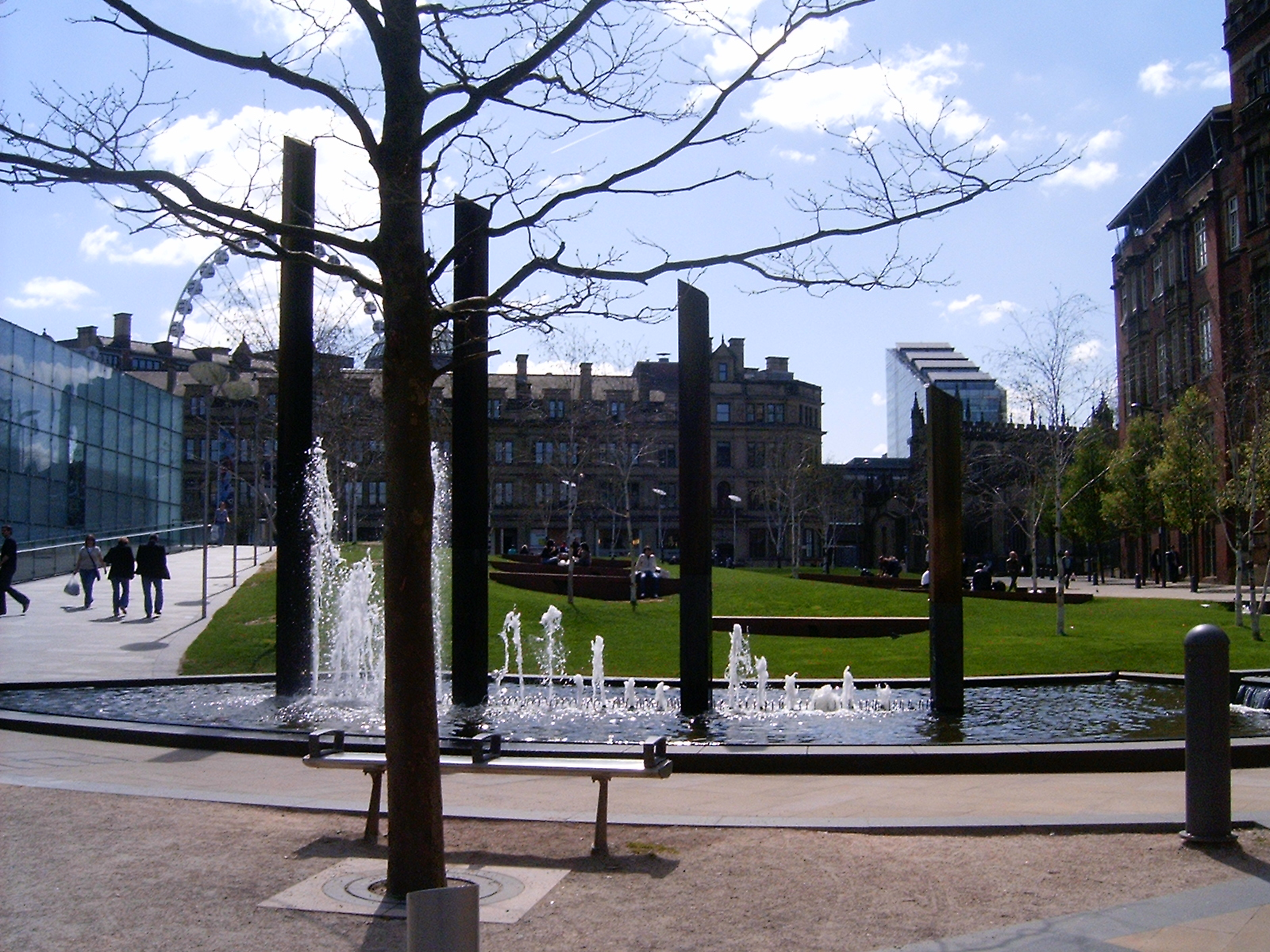
Cathedral Gardens, Manchester

Cathedral Gardens ist eine Freifläche im Stadtzentrum von Manchester. Nördlich liegt die Manchester Victoria Station, westlich die Chetham’s School of Music, südwestlich die Kathedrale von Manchester und im östlichen Teil des Geländes das Museum Urbis mit dem National Football Museum. Der Park ist von einem Wasserspiel umgeben, ferner befinden sich im Gras eine Reihe von Stahlskulpturen.
Auf der Fläche finden das ganze Jahr über zahlreiche Veranstaltungen statt, wie das jährliche Jazz Festival, das Manchester Food and Drink Festival oder auch das Ice Village (als Teil der Weihnachtsmärkte).